# Lethrus gladiator
Lethrus gladiator is een keversoort uit de familie mesttorren (Geotrupidae). De wetenschappelijke naam van de soort werd in 1897 gepubliceerd door Edmund Reitter.